# Приморозки

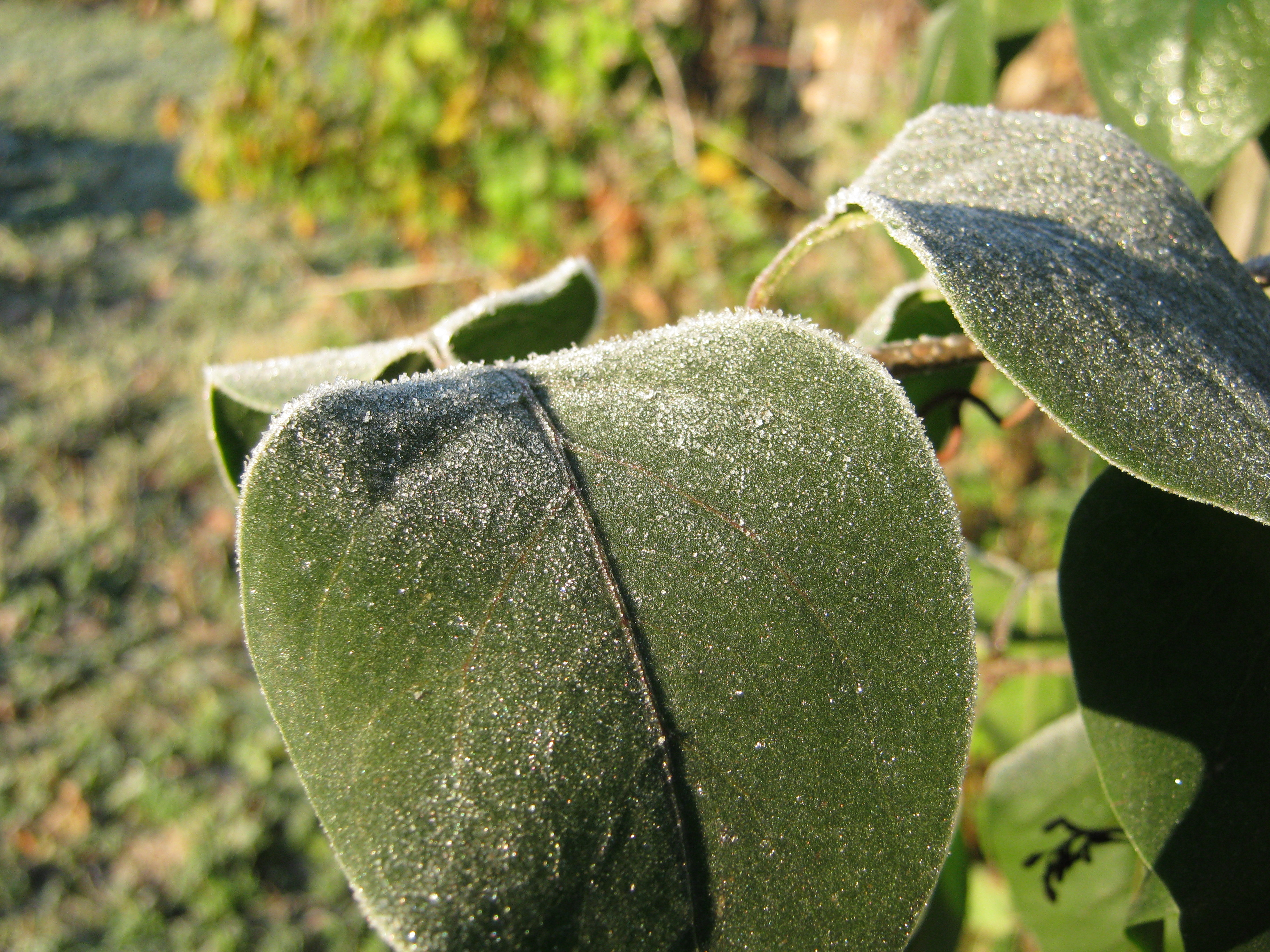
Жовтневий приморозок на листках бузку

При́морозки або за́морозки — короткочасні зниження температури ґрунту і приземного шару повітря до 0 °C й нижче вночі при позитивній температурі вдень. Приморозки характеризуються поверненням холоду наприкінці весни (травень-червень) у центральній частині Східноєвропейської рівнини та Західного Сибіру. Також ранні осінні (серпень—вересень), а на півдні і пізніше. Бувають двох типів: адвекційні та радіаційні. Адвекційні приморозки охоплюють великі території і є наслідком холодної хвилі, тобто вторгнення холодних (арктичних) мас повітря в тил циклону, що відходить. Таке вторгнення характеризується різким зниженням температури, низькою абсолютною вологістю, дуже великою прозорістю повітря, зменшенням хмарності, здебільшого північно-західним вітром. Спостерігаються як на ґрунті, так і в повітрі.
При́морозки нічні́ — результат великого охолодження ґрунту ранньої весни та восени при безхмарному небі. Виникають внаслідок великого випромінювання ґрунтом тепла або ж як наслідок хвиль холоду, що йдуть з півночі.
Радіаційні приморозки спостерігаються при нічному охолодженні ґрунту при випромінюванні ним інфрачервоної радіації. Спостерігаються в антициклонах, в сухі безхмарні ночі, найчастіше — на ґрунті, рідше в повітрі.
На території України останні весняні приморозки в повітрі припадають в середньому на кінець квітня, в південних районах — другу декаду квітня, на північному сході — на початок травня. У повітрі перші осінні приморозки припадають в середньому на першу декаду, на південному заході — на другу декаду жовтня. Весняні приморозки найнебезпечніші для плодових культур під час їх цвітіння і утворення зав‘язі. Для більшості районів тривалість морозонебезпечного періоду навесні становить 11-20 днів. У районах з розчленованим та підвищеним рельєфом він затягується до 20 днів і більше за рахунок пізніших строків закінчення весняних приморозків.
На поверхні ґрунту приморозки навесні закінчуються пізніше, а восени починаються на 10-20 днів раніше, ніж у повітрі. Треба мати на увазі, що на розподіл мінімальних температур по території дуже впливає мікрорельєф. На знижених ділянках приморозки навесні можуть закінчуватись пізніше, а восени починатись раніше порівняно з підвищеними формами рельєфу.
Для захисту рослин від заморозків застосовують укриття, полив ґрунту, димові завіси тощо.

Іній на ще зеленій траві, зів'ялому опалому листі, склі тощо; легка крига, що взяла калюжі, є звичними ознаками заморозків, Київ, 8 листопада 2008 року

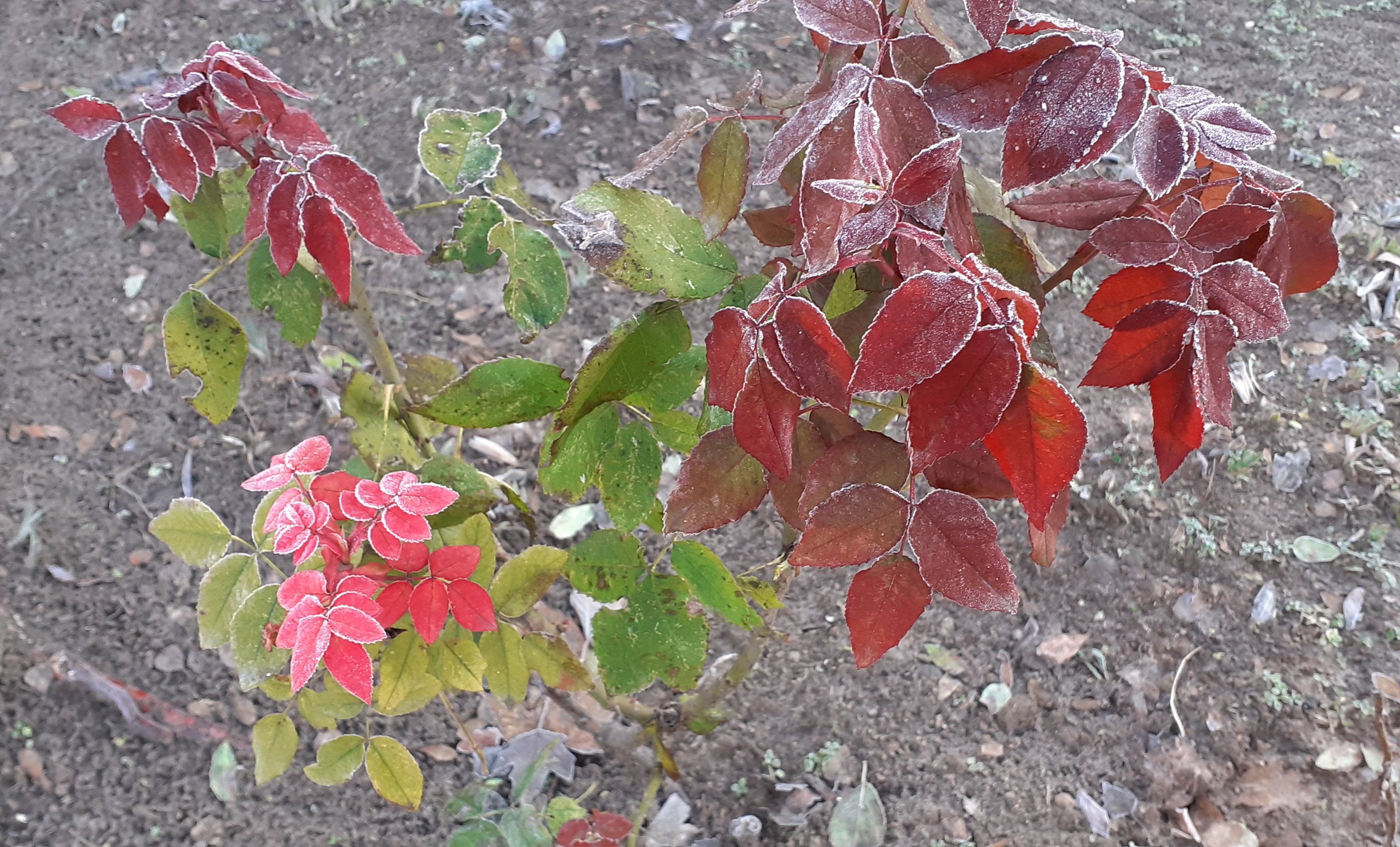
З-за теплої, як зазвичай, зими листя на кущі троянди не опали восени, деякі почервоніли, інші ще лишалися зеленими. Аж ось ніччю вдарив заморозок… Мелітополь, 19 січня 2021 року